# Южное седло
Южное седло (кит. 南坳, 7906 м) — перевал на границе Непала и КНР, на соединении Эвереста (8848 м) и Лходзе (Лходзе Главная — 8516 м, Лходзе Средняя — 8414 м и Лходзе Шар — 8383 м), первой и четвёртой по высоте вершин в мире. Когда альпинисты совершают попытку восхождения на Эверест по юго-восточному ребру из Непала, последний лагерь (обычно лагерь IV) устанавливается на Южном седле. На Южном седле почти постоянно дуют сильные ветра, препятствующие накоплению значительных масс снега.
Южное седло впервые достигнуто в 1952 году швейцарской экспедицией Эдуарда Висс-Дюнана, которая безуспешно пыталась взойти на вершину. На следующий год, когда Эверест был впервые покорён, Вильфрид Нойс и шерпа Аннулу стали первыми в экспедиции, достигшими седловины. Джон Хант, начальник экспедиции вспоминал:
…это случилось днём, в 2.40. Связка Нойс-Аннулу стояла на Южном Седле, на высоте около 8 километров. Оттуда они видели всю сцену драмы прошлогодней экспедиции швейцарцев, а подняв голову наблюдали нависающую пирамиду Эвереста. Это был великий момент для них, и этот момент запомнили все, кто видел их на седловине. Их присутствие там символизировало наш успех, несмотря на все смертельные опасности, подстерегавшие нас во время восхождения. Последующие двадцать дней были заполнены непрекращающейся борьбой с вершиной…
Ступив на Южное седло, альпинисты попадают в зону смерти. Высотная болезнь представляет серьёзную угрозу на этой высоте: очень сложно уснуть, сон не приносит отдыха, пищеварительные процессы организма замедляются или полностью останавливаются. Поэтому в основном используются на такой высоте энергетические запасы организма, а не потребляемая пища. Подавляющее большинство восходителей, включая шерпов-гидов, используют дополнительный кислород и имеют всего два или три дня на попытки достижения вершины. Ясная погода и отсутствие сильного ветра являются ключевыми факторами успеха восхождения. Если погода не устанавливается в течение нескольких дней, альпинисты вынуждены спускаться ниже, вплоть до базового лагеря. Альпинисты редко получают ещё один шанс на попытку подъёма в обычной экспедиции.
Южное седло используется командами для складирования кислородных баллонов, доставляемых сюда шерпами. Восходители оставляют здесь баллоны, наполовину использованные при подъёме, а взамен подключают новые. При правильном раскладе баллона, взятого на Южном седле, хватает на то, чтобы проделать путь до вершины и обратно. После спуска в 4-й лагерь израсходованный баллон снимают и для дальнейшего спуска подключаются вновь к тому, что был использован наполовину. Раньше пустые баллоны оставались валяться на Южном седле, потом появились инициативы, стимулирующие шерпов спускать вниз пустые баллоны. Так, в середине 2010-х годов за каждый принесённый в Базовый лагерь баллон им выплачивалось по 6 $. При этом доставка дополнительного (сверх нормы) баллона наверх обходится клиентам в 5000 $.
Член экспедиции 1952-1953 годов Нойс Эрцог отметил важную психологическую, «переломную» роль Южного седла. После труднейшего продвижения по леднику и ледопаду Кхумбу, намучавшись от нестерпимой жары в Западном цирке и оставив последние силы на западной стене Лходзе и Контрфорсе Женевцев, альпинист, забравшийся на седловину, созерцает грандиознейшую картину: неожиданно прямо перед ним возникает альпийских размеров заснеженная пирамида, представляющая собой Южную вершину Эвереста (8760 м). (Главная вершина Эвереста с Южного седла не видна и она расположена на расстоянии 450 м по горизонтали от Южной вершины). Многие альпинисты в этот момент бывают настолько потрясены, что ясно осознают невозможность для себя достижения вершины Эвереста.
В мае 1996 года Южное Седло стало одним из мест на горе, где развёртывались события «Трагедии на Эвересте» — именно здесь, не дойдя до лагеря примерно 400 метров, погибла Ясуко Намба.